# Конголезский длиннокрылый попугай
Конголезский длиннокрылый попугай (лат. Poicephalus gulielmi) — птица семейства попугаевых.

## Внешний вид
Длина тела 25-29 см. Основная окраска оперения зелёная. Верхняя часть тела черновато-коричневая окаймлена зелёными перьями. Спинка снизу лимонная. Брюшко с лазурными штрихами. Лоб, сгиб крыла и «штанишки» оранжево-красные. Подхвостье чёрно-коричневое. Подклювье чёрное, надклювье красноватое с чёрным кончиком. Окологлазное кольцо серое. Радужка красно-оранжевая. Ноги тёмно-серые.

## Распространение
Обитает в Западной и Центральной Африке.

## Образ жизни
Населяет влажные тропические леса до высоты 3700 м над уровнем моря. Питается кедровыми орешками, плодами ногоплодника (Podocarpus gen) и масличной пальмы (Elaeis guineensis).
Редок.

## Классификация
Вид включает в себя 3 подвида:
- Poicephalus gulielmi fantiensis Neumann, 1908 — длина тела 25-26 см. Светлее номинативного подвида, лоб и голова оранжевые. У многих птиц отсутствует оранжевый цвет на «штанишках» и сгибе крыла. Перья спины и крыльев окаймлены более широкой зелёной полосой. Радужка коричневая. Распространён от Либерии до Камеруна.
- Poicephalus gulielmi gulielmi (Jardine, 1849) — номинативный подвид. Обитает на севере Анголы, юге Камеруна, севере Кении, в ЦАР.
- Poicephalus gulielmi massaicus Fischer & Reichenow, 1884 — зелёный цвет оперения светлее, чем у номинативного подвида, оранжевое пятно на голове меньше, на брюшке нет лазурных штрихов, чёрные перья верхней части тела окаймлены более широкой зелёной полосой. Обитает на юге Кении и севере Танзании.

Подвид, выделенный Нойманом — Poicephalus gulielmi permistus — не достаточно отличается от номинативного для выделения его в отдельный таксономический ряд.